# Арнебург
Арнебург (њем. Arneburg) град је у њемачкој савезној држави Саксонија-Анхалт. Једно је од 26 општинских средишта округа Штендал. Према процјени из 2010. у граду је живјело 1.655 становника. Посједује регионалну шифру (AGS) 15090010.

## Географски и демографски подаци
Арнебург се налази у савезној држави Саксонија-Анхалт у округу Штендал. Град се налази на надморској висини од 29 метара. Површина општине износи 30,7 km². У самом граду је, према процјени из 2010. године, живјело 1.655 становника. Просјечна густина становништва износи 54 становника/km².